# Eleições legislativas portuguesas de 2009 no distrito de Faro
| Eleições legislativas portuguesas de 2009 Distritos: Aveiro \| Beja \| Braga \| Bragança \| Castelo Branco \| Coimbra \| Évora \| Faro \| Guarda \| Leiria \| Lisboa \| Portalegre \| Porto \| Santarém \| Setúbal \| Viana do Castelo \| Vila Real \| Viseu \| Açores \| Madeira \| Estrangeiro |

## Resultados por Concelho
Os resultados nos concelhos do Distrito de Faro foram os seguintes:

### Albufeira
| Partido                 | Partido                        | Votos  | %               | +/-   |
| ----------------------- | ------------------------------ | ------ | --------------- | ----- |
|                         | Partido Socialista             | 4 499  | 29,74 / 100,00  | 15,46 |
|                         | Partido Social Democrata       | 4 396  | 29,06 / 100,00  | 0,14  |
|                         | Bloco de Esquerda              | 2 267  | 14,99 / 100,00  | 7,65  |
|                         | CDS – Partido Popular          | 1 711  | 11,31 / 100,00  | 5,08  |
|                         | Coligação Democrática Unitária | 1 013  | 6,70 / 100,00   | 0,79  |
|                         | PCTP/MRPP                      | 204    | 1,35 / 100,00   | 0,50  |
|                         | Outros                         | 476    | 3,13 / 100,00   |       |
| Votos Inválidos         | Votos Inválidos                | 561    | 3,71 / 100,00   | 0,08  |
| Total                   | Total                          | 15 127 | 100,00 / 100,00 |       |
| Eleitorado/Participação | Eleitorado/Participação        | 28 120 | 53,79 / 100,00  | 6,44  |

| Freguesia     | %     | %     | %     | %     | %    | %    | Votantes |
| Freguesia     | PS    | PSD   | BE    | CDS   | CDU  | PCTP | Votantes |
| ------------- | ----- | ----- | ----- | ----- | ---- | ---- | -------- |
| Albufeira     | 27,55 | 30,58 | 15,59 | 11,19 | 7,27 | 1,56 | 7 968    |
| Ferreiras     | 33,63 | 24,50 | 14,96 | 11,94 | 5,67 | 1,39 | 2 453    |
| Guia          | 33,42 | 28,23 | 13,87 | 10,24 | 5,12 | 1,06 | 1 601    |
| Olhos de Água | 30,35 | 30,73 | 13,94 | 12,24 | 6,56 | 0,63 | 1 585    |
| Paderne       | 30,46 | 27,57 | 14,14 | 11,05 | 7,17 | 1,25 | 1 520    |
| Albufeira     | 29,74 | 29,06 | 14,99 | 11,31 | 6,70 | 1,35 | 15 127   |

### Alcoutim
| Partido                 | Partido                        | Votos | %               | +/-  |
| ----------------------- | ------------------------------ | ----- | --------------- | ---- |
|                         | Partido Socialista             | 789   | 40,54 / 100,00  | 9,04 |
|                         | Partido Social Democrata       | 687   | 35,30 / 100,00  | 3,74 |
|                         | CDS – Partido Popular          | 124   | 6,37 / 100,00   | 2,36 |
|                         | Coligação Democrática Unitária | 123   | 6,32 / 100,00   | 0,33 |
|                         | Bloco de Esquerda              | 108   | 5,55 / 100,00   | 2,39 |
|                         | Outros                         | 65    | 3,34 / 100,00   |      |
| Votos Inválidos         | Votos Inválidos                | 50    | 2,56 / 100,00   | 0,84 |
| Total                   | Total                          | 1 946 | 100,00 / 100,00 |      |
| Eleitorado/Participação | Eleitorado/Participação        | 3 140 | 61,97 / 100,00  | 0,40 |

| Freguesia    | %     | %     | %    | %     | %    | Votantes |
| Freguesia    | PS    | PSD   | CDS  | CDU   | BE   | Votantes |
| ------------ | ----- | ----- | ---- | ----- | ---- | -------- |
| Alcoutim     | 42,86 | 32,06 | 5,75 | 6,79  | 8,54 | 574      |
| Giões        | 40,68 | 25,99 | 4,52 | 12,99 | 5,65 | 177      |
| Martim Longo | 32,66 | 44,27 | 7,88 | 5,59  | 3,87 | 698      |
| Pereiro      | 47,68 | 32,45 | 3,31 | 6,62  | 4,64 | 151      |
| Vaqueiros    | 49,42 | 28,61 | 6,55 | 3,47  | 4,34 | 346      |
| Alcoutim     | 40,54 | 35,30 | 6,37 | 6,32  | 5,55 | 1 946    |

### Aljezur
| Partido                 | Partido                        | Votos | %               | +/-   |
| ----------------------- | ------------------------------ | ----- | --------------- | ----- |
|                         | Partido Socialista             | 963   | 35,77 / 100,00  | 20,65 |
|                         | Partido Social Democrata       | 492   | 18,28 / 100,00  | 2,07  |
|                         | Bloco de Esquerda              | 375   | 13,93 / 100,00  | 7,74  |
|                         | Coligação Democrática Unitária | 371   | 13,78 / 100,00  | 3,73  |
|                         | CDS – Partido Popular          | 214   | 7,95 / 100,00   | 3,76  |
|                         | PCTP/MRPP                      | 56    | 2,08 / 100,00   | 0,63  |
|                         | Outros                         | 118   | 4,39 / 100,00   |       |
| Votos Inválidos         | Votos Inválidos                | 103   | 3,83 / 100,00   | 0,53  |
| Total                   | Total                          | 2 692 | 100,00 / 100,00 |       |
| Eleitorado/Participação | Eleitorado/Participação        | 4 278 | 62,93 / 100,00  | 1,02  |

| Freguesia | %     | %     | %     | %     | %    | %    | Votantes |
| Freguesia | PS    | PSD   | BE    | CDU   | CDS  | PCTP | Votantes |
| --------- | ----- | ----- | ----- | ----- | ---- | ---- | -------- |
| Aljezur   | 36,50 | 20,99 | 14,83 | 11,25 | 8,29 | 1,60 | 1 315    |
| Bordeira  | 37,88 | 22,73 | 7,58  | 12,63 | 8,59 | 3,03 | 198      |
| Odeceixe  | 34,91 | 12,36 | 13,27 | 22,91 | 6,18 | 2,18 | 550      |
| Rogil     | 34,34 | 16,38 | 14,63 | 11,45 | 8,59 | 2,70 | 629      |
| Aljezur   | 35,77 | 18,28 | 13,93 | 13,78 | 7,95 | 2,08 | 2 692    |

### Castro Marim
| Partido                 | Partido                        | Votos | %               | +/-   |
| ----------------------- | ------------------------------ | ----- | --------------- | ----- |
|                         | Partido Socialista             | 1 346 | 36,76 / 100,00  | 18,87 |
|                         | Partido Social Democrata       | 1 089 | 29,74 / 100,00  | 4,44  |
|                         | Bloco de Esquerda              | 465   | 12,70 / 100,00  | 7,02  |
|                         | CDS – Partido Popular          | 312   | 8,52 / 100,00   | 4,54  |
|                         | Coligação Democrática Unitária | 194   | 5,30 / 100,00   | 0,96  |
|                         | PCTP/MRPP                      | 38    | 1,04 / 100,00   | 0,50  |
|                         | Outros                         | 99    | 2,38 / 100,00   |       |
| Votos Inválidos         | Votos Inválidos                | 119   | 3,25 / 100,00   | 0,01  |
| Total                   | Total                          | 3 662 | 100,00 / 100,00 |       |
| Eleitorado/Participação | Eleitorado/Participação        | 5 957 | 61,47 / 100,00  | 3,37  |

| Freguesia    | %     | %     | %     | %    | %    | %    | Votantes |
| Freguesia    | PS    | PSD   | BE    | CDS  | CDU  | PCTP | Votantes |
| ------------ | ----- | ----- | ----- | ---- | ---- | ---- | -------- |
| Altura       | 40,59 | 26,54 | 13,59 | 8,63 | 5,14 | 1,10 | 1 089    |
| Azinhal      | 28,94 | 42,12 | 6,46  | 8,27 | 4,13 | 0,78 | 387      |
| Castro Marim | 34,68 | 27,70 | 15,63 | 9,01 | 6,31 | 0,96 | 1 664    |
| Odeleite     | 41,19 | 33,72 | 6,13  | 6,90 | 3,26 | 1,34 | 522      |
| Castro Marim | 36,76 | 29,74 | 12,70 | 8,52 | 5,30 | 1,04 | 3 662    |

### Faro
| Partido                 | Partido                        | Votos  | %               | +/-   |
| ----------------------- | ------------------------------ | ------ | --------------- | ----- |
|                         | Partido Socialista             | 10 519 | 32,90 / 100,00  | 14,57 |
|                         | Partido Social Democrata       | 8 328  | 26,05 / 100,00  | 1,41  |
|                         | Bloco de Esquerda              | 4 918  | 15,38 / 100,00  | 6,31  |
|                         | CDS – Partido Popular          | 3 335  | 10,43 / 100,00  | 4,15  |
|                         | Coligação Democrática Unitária | 2 557  | 8,00 / 100,00   | 0,62  |
|                         | PCTP/MRPP                      | 389    | 1,22 / 100,00   | 0,51  |
|                         | Outros                         | 823    | 2,57 / 100,00   |       |
| Votos Inválidos         | Votos Inválidos                | 1 102  | 3,45 / 100,00   | 0,39  |
| Total                   | Total                          | 31 971 | 100,00 / 100,00 |       |
| Eleitorado/Participação | Eleitorado/Participação        | 54 150 | 59,04 / 100,00  | 4,53  |

| Freguesia             | %     | %     | %     | %     | %     | %    | Votantes |
| Freguesia             | PS    | PSD   | BE    | CDS   | CDU   | PCTP | Votantes |
| --------------------- | ----- | ----- | ----- | ----- | ----- | ---- | -------- |
| Conceição             | 34,78 | 25,31 | 12,81 | 10,91 | 8,15  | 1,33 | 1 952    |
| Estoi                 | 31,99 | 24,82 | 16,11 | 11,08 | 7,41  | 1,24 | 1 688    |
| Faro (São Pedro)      | 31,34 | 25,95 | 16,42 | 10,99 | 8,13  | 1,35 | 7 319    |
| Faro (Sé)             | 33,37 | 26,55 | 15,76 | 10,04 | 7,56  | 1,06 | 15 842   |
| Montenegro            | 33,96 | 26,20 | 15,11 | 11,21 | 5,81  | 1,15 | 3 389    |
| Santa Bárbara de Nexe | 31,95 | 23,69 | 10,44 | 8,98  | 15,89 | 2,02 | 1 781    |
| Faro                  | 32,90 | 26,05 | 15,38 | 10,43 | 8,00  | 1,22 | 31 971   |

### Lagoa
| Partido                 | Partido                        | Votos  | %               | +/-   |
| ----------------------- | ------------------------------ | ------ | --------------- | ----- |
|                         | Partido Socialista             | 3 152  | 30,66 / 100,00  | 19,14 |
|                         | Partido Social Democrata       | 2 610  | 25,38 / 100,00  | 1,59  |
|                         | Bloco de Esquerda              | 1 703  | 16,56 / 100,00  | 8,75  |
|                         | CDS – Partido Popular          | 1 256  | 12,22 / 100,00  | 5,97  |
|                         | Coligação Democrática Unitária | 738    | 7,18 / 100,00   | 0,06  |
|                         | PCTP/MRPP                      | 147    | 1,43 / 100,00   | 0,56  |
|                         | Outros                         | 379    | 3,70 / 100,00   |       |
| Votos Inválidos         | Votos Inválidos                | 297    | 2,89 / 100,00   | 0,16  |
| Total                   | Total                          | 10 282 | 100,00 / 100,00 |       |
| Eleitorado/Participação | Eleitorado/Participação        | 17 164 | 59,90 / 100,00  | 3,45  |

| Freguesia | %     | %     | %     | %     | %    | %    | Votantes |
| Freguesia | PS    | PSD   | BE    | CDS   | CDU  | PCTP | Votantes |
| --------- | ----- | ----- | ----- | ----- | ---- | ---- | -------- |
| Carvoeiro | 28,55 | 29,10 | 14,64 | 15,01 | 4,97 | 1,66 | 1 086    |
| Estômbar  | 32,46 | 22,60 | 17,50 | 10,54 | 9,22 | 1,87 | 2 354    |
| Ferragudo | 37,12 | 19,26 | 18,70 | 8,56  | 9,02 | 1,12 | 1 075    |
| Lagoa     | 28,20 | 28,96 | 14,51 | 13,54 | 6,75 | 0,94 | 3 287    |
| Parchal   | 31,04 | 20,89 | 19,88 | 11,69 | 8,19 | 1,60 | 1 685    |
| Porches   | 28,81 | 31,57 | 14,97 | 13,96 | 1,26 | 1,89 | 795      |
| Lagoa     | 30,66 | 25,38 | 16,56 | 12,22 | 7,18 | 1,43 | 10 282   |

### Lagos
| Partido                 | Partido                        | Votos  | %               | +/-   |
| ----------------------- | ------------------------------ | ------ | --------------- | ----- |
|                         | Partido Socialista             | 4 635  | 35,43 / 100,00  | 19,04 |
|                         | Partido Social Democrata       | 2 710  | 20,72 / 100,00  | 1,78  |
|                         | Bloco de Esquerda              | 2 154  | 16,47 / 100,00  | 8,03  |
|                         | CDS – Partido Popular          | 1 325  | 10,13 / 100,00  | 5,07  |
|                         | Coligação Democrática Unitária | 1 111  | 8,49 / 100,00   | 1,33  |
|                         | PCTP/MRPP                      | 213    | 1,63 / 100,00   | 0,63  |
|                         | Outros                         | 401    | 3,06 / 100,00   |       |
| Votos Inválidos         | Votos Inválidos                | 532    | 4,07 / 100,00   | 0,45  |
| Total                   | Total                          | 13 081 | 100,00 / 100,00 |       |
| Eleitorado/Participação | Eleitorado/Participação        | 21 897 | 59,74 / 100,00  | 4,48  |

| Freguesia             | %     | %     | %     | %     | %     | %    | Votantes |
| Freguesia             | PS    | PSD   | BE    | CDS   | CDU   | PCTP | Votantes |
| --------------------- | ----- | ----- | ----- | ----- | ----- | ---- | -------- |
| Barão de São João     | 44,01 | 23,05 | 9,28  | 6,89  | 9,58  | 1,20 | 334      |
| Bensafrim             | 40,74 | 18,11 | 17,42 | 6,04  | 7,96  | 2,74 | 729      |
| Lagos (Santa Maria)   | 32,57 | 26,27 | 16,45 | 11,36 | 6,24  | 0,79 | 3 399    |
| Lagos (São Sebastião) | 34,92 | 18,58 | 17,38 | 10,13 | 9,80  | 1,88 | 6 232    |
| Luz                   | 40,82 | 19,63 | 15,62 | 10,05 | 5,48  | 1,74 | 1 095    |
| Odiáxere              | 35,68 | 18,19 | 14,16 | 10,14 | 10,68 | 2,01 | 1 292    |
| Lagos                 | 35,43 | 20,72 | 16,47 | 10,13 | 8,49  | 1,63 | 13 081   |

### Loulé
| Partido                 | Partido                        | Votos  | %               | +/-   |
| ----------------------- | ------------------------------ | ------ | --------------- | ----- |
|                         | Partido Social Democrata       | 9 476  | 32,32 / 100,00  | 0,93  |
|                         | Partido Socialista             | 8 816  | 30,07 / 100,00  | 15,11 |
|                         | Bloco de Esquerda              | 3 801  | 12,96 / 100,00  | 6,41  |
|                         | CDS – Partido Popular          | 3 460  | 11,80 / 100,00  | 4,95  |
|                         | Coligação Democrática Unitária | 1 417  | 4,83 / 100,00   | 0,95  |
|                         | PCTP/MRPP                      | 308    | 1,05 / 100,00   | 0,39  |
|                         | Outros                         | 855    | 2,92 / 100,00   |       |
| Votos Inválidos         | Votos Inválidos                | 1 186  | 4,04 / 100,00   | 0,11  |
| Total                   | Total                          | 29 319 | 100,00 / 100,00 |       |
| Eleitorado/Participação | Eleitorado/Participação        | 53 324 | 54,98 / 100,00  | 4,02  |

| Freguesia             | %     | %     | %     | %     | %    | %    | Votantes |
| Freguesia             | PSD   | PS    | BE    | CDS   | CDU  | PCTP | Votantes |
| --------------------- | ----- | ----- | ----- | ----- | ---- | ---- | -------- |
| Almancil              | 28,53 | 34,13 | 11,34 | 13,26 | 5,24 | 0,98 | 3 589    |
| Alte                  | 31,09 | 32,32 | 13,46 | 7,20  | 5,69 | 1,71 | 1 055    |
| Ameixial              | 40,47 | 39,16 | 4,18  | 8,88  | 2,61 | 0,52 | 383      |
| Benafim               | 37,63 | 33,05 | 7,46  | 8,64  | 5,08 | 1,86 | 590      |
| Boliqueime            | 35,96 | 27,17 | 9,48  | 13,67 | 3,76 | 1,17 | 2 311    |
| Loulé (São Clemente)  | 28,26 | 29,56 | 16,60 | 11,83 | 5,69 | 0,86 | 7 438    |
| Loulé (São Sebastião) | 37,44 | 26,63 | 11,26 | 11,38 | 4,37 | 1,22 | 3 365    |
| Quarteira             | 33,90 | 28,72 | 13,31 | 12,90 | 4,40 | 0,93 | 7 947    |
| Querença              | 35,34 | 36,38 | 12,47 | 6,86  | 1,66 | 1,04 | 481      |
| Salir                 | 30,27 | 33,66 | 12,05 | 8,35  | 5,69 | 1,45 | 1 652    |
| Tôr                   | 37,40 | 33,27 | 8,27  | 9,45  | 3,94 | 1,38 | 508      |
| Loulé                 | 32,32 | 30,07 | 12,96 | 11,80 | 4,83 | 1,05 | 29 319   |

### Monchique
| Partido                 | Partido                        | Votos | %               | +/-   |
| ----------------------- | ------------------------------ | ----- | --------------- | ----- |
|                         | Partido Socialista             | 1 264 | 32,76 / 100,00  | 18,41 |
|                         | Partido Social Democrata       | 1 132 | 29,34 / 100,00  | 2,07  |
|                         | Bloco de Esquerda              | 508   | 13,17 / 100,00  | 7,34  |
|                         | CDS – Partido Popular          | 298   | 7,72 / 100,00   | 3,32  |
|                         | Coligação Democrática Unitária | 291   | 7,54 / 100,00   | 1,81  |
|                         | PCTP/MRPP                      | 74    | 1,92 / 100,00   | 1,24  |
|                         | Outros                         | 128   | 3,31 / 100,00   |       |
| Votos Inválidos         | Votos Inválidos                | 163   | 4,22 / 100,00   | 0,69  |
| Total                   | Total                          | 3 858 | 100,00 / 100,00 |       |
| Eleitorado/Participação | Eleitorado/Participação        | 5 621 | 68,64 / 100,00  | 0,14  |

| Freguesia | %     | %     | %     | %     | %    | %    | Votantes |
| Freguesia | PS    | PSD   | BE    | CDS   | CDU  | PCTP | Votantes |
| --------- | ----- | ----- | ----- | ----- | ---- | ---- | -------- |
| Alferce   | 42,05 | 28,27 | 9,54  | 5,65  | 4,95 | 0    | 283      |
| Marmelete | 32,84 | 36,35 | 6,83  | 10,89 | 4,06 | 1,85 | 542      |
| Monchique | 31,88 | 28,19 | 14,64 | 7,35  | 8,41 | 2,11 | 3 033    |
| Monchique | 32,76 | 29,34 | 13,17 | 7,72  | 7,54 | 1,92 | 3 858    |

### Olhão
| Partido                 | Partido                        | Votos  | %               | +/-   |
| ----------------------- | ------------------------------ | ------ | --------------- | ----- |
|                         | Partido Socialista             | 5 534  | 30,39 / 100,00  | 19,56 |
|                         | Partido Social Democrata       | 4 189  | 23,00 / 100,00  | 0,53  |
|                         | Bloco de Esquerda              | 3 091  | 16,97 / 100,00  | 8,94  |
|                         | CDS – Partido Popular          | 2 072  | 11,38 / 100,00  | 5,49  |
|                         | Coligação Democrática Unitária | 1 620  | 8,90 / 100,00   | 1,56  |
|                         | PCTP/MRPP                      | 338    | 1,86 / 100,00   | 0,56  |
|                         | Outros                         | 698    | 3,84 / 100,00   |       |
| Votos Inválidos         | Votos Inválidos                | 669    | 3,68 / 100,00   | 0,42  |
| Total                   | Total                          | 18 211 | 100,00 / 100,00 |       |
| Eleitorado/Participação | Eleitorado/Participação        | 35 408 | 51,43 / 100,00  | 5,81  |

| Freguesia    | %     | %     | %     | %     | %     | %    | Votantes |
| Freguesia    | PS    | PSD   | BE    | CDS   | CDU   | PCTP | Votantes |
| ------------ | ----- | ----- | ----- | ----- | ----- | ---- | -------- |
| Fuseta       | 35,57 | 18,28 | 16,37 | 9,46  | 12,77 | 1,41 | 1 417    |
| Moncarapacho | 28,27 | 29,32 | 13,89 | 11,44 | 7,70  | 1,36 | 3 233    |
| Olhão        | 30,93 | 22,75 | 17,98 | 10,84 | 7,93  | 2,27 | 6 418    |
| Pechão       | 29,91 | 21,87 | 17,90 | 11,01 | 10,64 | 1,20 | 1 335    |
| Quelfes      | 29,98 | 21,18 | 17,51 | 12,48 | 9,28  | 1,93 | 5 808    |
| Olhão        | 30,39 | 23,00 | 16,97 | 11,38 | 8,90  | 1,86 | 18 211   |

### Portimão
| Partido                 | Partido                        | Votos  | %               | +/-   |
| ----------------------- | ------------------------------ | ------ | --------------- | ----- |
|                         | Partido Socialista             | 8 046  | 31,86 / 100,00  | 17,09 |
|                         | Partido Social Democrata       | 6 188  | 24,50 / 100,00  | 1,17  |
|                         | Bloco de Esquerda              | 4 407  | 17,45 / 100,00  | 8,03  |
|                         | CDS – Partido Popular          | 2 941  | 11,65 / 100,00  | 5,15  |
|                         | Coligação Democrática Unitária | 1 696  | 6,72 / 100,00   | 0,23  |
|                         | PCTP/MRPP                      | 323    | 1,28 / 100,00   | 0,51  |
|                         | Outros                         | 776    | 3,07 / 100,00   |       |
| Votos Inválidos         | Votos Inválidos                | 876    | 3,47 / 100,00   | 0,31  |
| Total                   | Total                          | 25 253 | 100,00 / 100,00 |       |
| Eleitorado/Participação | Eleitorado/Participação        | 42 336 | 59,65 / 100,00  | 3,99  |

| Freguesia          | %     | %     | %     | %     | %    | %    | Votantes |
| Freguesia          | PS    | PSD   | BE    | CDS   | CDU  | PCTP | Votantes |
| ------------------ | ----- | ----- | ----- | ----- | ---- | ---- | -------- |
| Alvor              | 36,24 | 20,43 | 18,35 | 9,95  | 7,33 | 1,97 | 2 442    |
| Mexilhoeira Grande | 41,97 | 15,75 | 16,97 | 8,94  | 6,66 | 1,22 | 1 968    |
| Portimão           | 30,39 | 25,81 | 17,39 | 12,10 | 6,65 | 1,20 | 20 843   |
| Portimão           | 31,86 | 24,50 | 17,45 | 11,65 | 6,72 | 1,28 | 25 253   |

### São Brás de Alportel
| Partido                 | Partido                        | Votos | %               | +/-   |
| ----------------------- | ------------------------------ | ----- | --------------- | ----- |
|                         | Partido Socialista             | 1 629 | 33,30 / 100,00  | 16,88 |
|                         | Partido Social Democrata       | 1 293 | 26,43 / 100,00  | 0,18  |
|                         | Bloco de Esquerda              | 644   | 13,16 / 100,00  | 6,85  |
|                         | CDS – Partido Popular          | 566   | 11,57 / 100,00  | 6,18  |
|                         | Coligação Democrática Unitária | 336   | 6,87 / 100,00   | 0,93  |
|                         | Outros                         | 218   | 4,45 / 100,00   |       |
| Votos Inválidos         | Votos Inválidos                | 206   | 4,21 / 100,00   | 0,64  |
| Total                   | Total                          | 4 892 | 100,00 / 100,00 |       |
| Eleitorado/Participação | Eleitorado/Participação        | 8 563 | 57,13 / 100,00  | 5,22  |

| Freguesia            | %     | %     | %     | %     | %    | Votantes |
| Freguesia            | PS    | PSD   | BE    | CDS   | CDU  | Votantes |
| -------------------- | ----- | ----- | ----- | ----- | ---- | -------- |
| São Brás de Alportel | 33,30 | 26,43 | 13,16 | 11,57 | 6,87 | 4 892    |
| São Brás de Alportel | 33,30 | 26,43 | 13,16 | 11,57 | 6,87 | 4 892    |

### Silves
| Partido                 | Partido                        | Votos  | %               | +/-   |
| ----------------------- | ------------------------------ | ------ | --------------- | ----- |
|                         | Partido Socialista             | 5 160  | 30,28 / 100,00  | 21,07 |
|                         | Partido Social Democrata       | 4 065  | 23,85 / 100,00  | 2,41  |
|                         | Bloco de Esquerda              | 2 670  | 15,67 / 100,00  | 9,27  |
|                         | Coligação Democrática Unitária | 2 034  | 11,93 / 100,00  | 1,90  |
|                         | CDS – Partido Popular          | 1 574  | 9,24 / 100,00   | 4,53  |
|                         | PCTP/MRPP                      | 293    | 1,72 / 100,00   | 0,71  |
|                         | Outros                         | 522    | 3,06 / 100,00   |       |
| Votos Inválidos         | Votos Inválidos                | 725    | 4,25 / 100,00   | 0,68  |
| Total                   | Total                          | 17 043 | 100,00 / 100,00 |       |
| Eleitorado/Participação | Eleitorado/Participação        | 29 242 | 58,28 / 100,00  | 3,50  |

| Freguesia                  | %     | %     | %     | %     | %     | %    | Votantes |
| Freguesia                  | PS    | PSD   | BE    | CDU   | CDS   | PCTP | Votantes |
| -------------------------- | ----- | ----- | ----- | ----- | ----- | ---- | -------- |
| Alcantarilha               | 35,39 | 25,28 | 13,88 | 7,44  | 10,39 | 1,56 | 1 088    |
| Algoz                      | 30,66 | 28,04 | 15,52 | 6,07  | 9,07  | 1,44 | 1 598    |
| Armação de Pêra            | 33,45 | 30,94 | 13,27 | 5,53  | 10,96 | 0,82 | 1 952    |
| Pêra                       | 29,41 | 29,51 | 13,46 | 9,77  | 9,17  | 1,10 | 1 003    |
| São Bartolomeu de Messines | 29,93 | 22,20 | 15,02 | 12,93 | 9,91  | 2,21 | 4 167    |
| São Marcos da Serra        | 31,34 | 21,97 | 8,86  | 17,23 | 6,62  | 3,25 | 801      |
| Silves                     | 27,38 | 20,41 | 18,72 | 16,39 | 8,27  | 1,75 | 5 380    |
| Tunes                      | 34,72 | 23,06 | 16,41 | 8,63  | 9,39  | 1,33 | 1 054    |
| Silves                     | 30,28 | 23,85 | 15,67 | 11,93 | 9,24  | 1,72 | 17 043   |

### Tavira
| Partido                 | Partido                        | Votos  | %               | +/-   |
| ----------------------- | ------------------------------ | ------ | --------------- | ----- |
|                         | Partido Socialista             | 4 240  | 32,58 / 100,00  | 18,56 |
|                         | Partido Social Democrata       | 3 540  | 27,20 / 100,00  | 2,04  |
|                         | Bloco de Esquerda              | 1 925  | 14,79 / 100,00  | 7,92  |
|                         | CDS – Partido Popular          | 1 422  | 10,93 / 100,00  | 5,36  |
|                         | Coligação Democrática Unitária | 775    | 5,96 / 100,00   | 1,17  |
|                         | PCTP/MRPP                      | 186    | 1,43 / 100,00   | 0,70  |
|                         | Outros                         | 421    | 3,23 / 100,00   |       |
| Votos Inválidos         | Votos Inválidos                | 504    | 3,87 / 100,00   | 0,03  |
| Total                   | Total                          | 13 013 | 100,00 / 100,00 |       |
| Eleitorado/Participação | Eleitorado/Participação        | 22 146 | 58,76 / 100,00  | 2,62  |

| Freguesia                        | %     | %     | %     | %     | %    | %    | Votantes |
| Freguesia                        | PS    | PSD   | BE    | CDS   | CDU  | PCTP | Votantes |
| -------------------------------- | ----- | ----- | ----- | ----- | ---- | ---- | -------- |
| Cabanas de Tavira                | 37,43 | 17,90 | 22,97 | 7,41  | 5,24 | 1,63 | 553      |
| Cachopo                          | 36,84 | 40,55 | 4,29  | 7,80  | 2,14 | 0,78 | 513      |
| Conceição de Tavira              | 39,86 | 17,24 | 15,59 | 10,76 | 6,21 | 1,10 | 725      |
| Luz de Tavira                    | 33,17 | 25,82 | 13,87 | 12,17 | 5,21 | 1,75 | 1 824    |
| Santa Catarina da Fonte do Bispo | 30,77 | 31,48 | 10,83 | 9,72  | 4,96 | 2,02 | 988      |
| Santa Luzia                      | 36,58 | 17,98 | 15,52 | 11,70 | 9,73 | 1,72 | 812      |
| Santo Estêvão                    | 37,83 | 24,20 | 13,02 | 10,11 | 7,04 | 1,84 | 653      |
| Tavira (Santa Maria)             | 31,23 | 26,88 | 16,26 | 11,72 | 5,93 | 1,16 | 3 609    |
| Tavira (Santiago)                | 29,23 | 31,53 | 15,14 | 10,82 | 6,21 | 1,35 | 3 336    |
| Tavira                           | 32,58 | 27,20 | 14,79 | 10,93 | 5,96 | 1,43 | 13 013   |

### Vila do Bispo
| Partido                 | Partido                        | Votos | %               | +/-   |
| ----------------------- | ------------------------------ | ----- | --------------- | ----- |
|                         | Partido Socialista             | 952   | 38,46 / 100,00  | 19,81 |
|                         | Partido Social Democrata       | 551   | 22,26 / 100,00  | 2,09  |
|                         | Bloco de Esquerda              | 385   | 15,56 / 100,00  | 8,34  |
|                         | CDS – Partido Popular          | 210   | 8,48 / 100,00   | 5,14  |
|                         | Coligação Democrática Unitária | 171   | 6,91 / 100,00   | 0,90  |
|                         | PCTP/MRPP                      | 30    | 1,21 / 100,00   | 0,37  |
|                         | Outros                         | 77    | 3,09 / 100,00   |       |
| Votos Inválidos         | Votos Inválidos                | 99    | 4,00 / 100,00   | 1,44  |
| Total                   | Total                          | 2 475 | 100,00 / 100,00 |       |
| Eleitorado/Participação | Eleitorado/Participação        | 4 145 | 59,71 / 100,00  | 5,83  |

| Freguesia           | %     | %     | %     | %     | %     | %    | Votantes |
| Freguesia           | PS    | PSD   | BE    | CDS   | CDU   | PCTP | Votantes |
| ------------------- | ----- | ----- | ----- | ----- | ----- | ---- | -------- |
| Barão de São Miguel | 40,85 | 19,51 | 18,90 | 3,05  | 11,59 | 1,22 | 164      |
| Budens              | 40,18 | 17,69 | 16,49 | 10,34 | 7,20  | 0,75 | 667      |
| Raposeira           | 52,65 | 22,27 | 8,85  | 4,87  | 2,65  | 0,44 | 226      |
| Sagres              | 37,04 | 26,85 | 11,34 | 9,38  | 6,02  | 1,74 | 864      |
| Vila do Bispo       | 32,13 | 21,30 | 22,74 | 7,94  | 8,30  | 1,26 | 554      |
| Vila do Bispo       | 38,46 | 22,26 | 15,56 | 8,48  | 6,91  | 1,21 | 2 475    |

### Vila Real de Santo António
| Partido                 | Partido                        | Votos  | %               | +/-   |
| ----------------------- | ------------------------------ | ------ | --------------- | ----- |
|                         | Partido Socialista             | 2 727  | 30,69 / 100,00  | 21,20 |
|                         | Partido Social Democrata       | 2 024  | 22,78 / 100,00  | 5,34  |
|                         | Bloco de Esquerda              | 1 596  | 17,96 / 100,00  | 10,39 |
|                         | Coligação Democrática Unitária | 1 191  | 13,40 / 100,00  | 1,85  |
|                         | CDS – Partido Popular          | 776    | 8,73 / 100,00   | 5,01  |
|                         | PCTP/MRPP                      | 143    | 1,61 / 100,00   | 0,53  |
|                         | Outros                         | 217    | 2,45 / 100,00   |       |
| Votos Inválidos         | Votos Inválidos                | 211    | 2,37 / 100,00   | 0,02  |
| Total                   | Total                          | 8 885  | 100,00 / 100,00 |       |
| Eleitorado/Participação | Eleitorado/Participação        | 16 383 | 54,23 / 100,00  | 4,72  |

| Freguesia                  | %     | %     | %     | %     | %    | %    | Votantes |
| Freguesia                  | PS    | PSD   | BE    | CDU   | CDS  | PCTP | Votantes |
| -------------------------- | ----- | ----- | ----- | ----- | ---- | ---- | -------- |
| Monte Gordo                | 27,89 | 22,24 | 19,14 | 18,29 | 6,62 | 1,94 | 1 646    |
| Vila Nova de Cacela        | 37,07 | 23,80 | 14,29 | 8,26  | 8,88 | 1,59 | 1 756    |
| Vila Real de Santo António | 29,49 | 22,62 | 18,79 | 13,59 | 9,32 | 1,51 | 5 483    |
| Vila Real de Santo António | 30,69 | 22,78 | 17,96 | 13,40 | 8,73 | 1,61 | 8 885    |